# Le Vigan (Lot)
Le Vigan település Franciaországban, Lot megyében. Lakosainak száma 1544 fő (2022. január 1.). Le Vigan Anglars-Nozac, Gourdon, Payrac, Reilhaguet, Saint-Cirq-Souillaguet, Saint-Projet és Soucirac községekkel határos.

## Népesség
A település népességének változása:
| Lakosok száma | 845  | 836  | 922  | 1372 | 1535 | 1568 | 1603 | 1565 | 1546 | 1544 |
|               | 1968 | 1982 | 1990 | 2006 | 2013 | 2015 | 2017 | 2019 | 2020 | 2022 |